# António Ramos Rosa
António Vítor Ramos Rosa GOSE • GCIH (Faro, 17 de Outubro de 1924 – Lisboa, 23 de Setembro de 2013), foi um poeta, tradutor e desenhista português.

## Biografia
António Ramos Rosa estudou em Faro, não tendo acabado o ensino secundário por questões de saúde. Em 1958 publicou no jornal «A Voz de Loulé» o poema "Os dias, sem matéria". No mesmo ano saiu o seu primeiro livro «O Grito Claro», n.º 1 da colecção de poesia «A Palavra», editada em Faro e dirigida pelo seu amigo e também poeta Casimiro de Brito. Ainda nesse ano iniciou a publicação da revista «Cadernos do Meio-Dia», que em 1960 encerra a edição por ordem da polícia política.                                                                             
Foi um dos fundadores da revista de poesia Árvore existente entre 1951 e 1953.
Fez parte do MUD Juvenil.
A 10 de Junho de 1992 foi feito Grande-Oficial da Ordem Militar de Sant'Iago da Espada e a 9 de Junho de 1997 foi agraciado com a Grã-Cruz da Ordem do Infante D. Henrique.
O seu nome foi dado à Biblioteca Municipal de Faro.
Em 2003, a Universidade do Algarve, atribui-lhe o grau de Doutor Honoris Causa.

## Prémios
- Prémio Fernando Pessoa, da Editora Ática (Segundo Lugar ex-aequo), 1958 (Viagem através duma nebulosa)[4]
- Prémio Nacional de Poesia, da Secretaria de Estado de Informação e Turismo (recusado pelo autor), 1971 (Nos seus olhos de silêncio)
- Prémio Literário da Casa da Imprensa (Prémio Literário), 1971 (A pedra nua)[4]
- Prémio da Fundação de Hautevilliers para o Diálogo de Culturas (Prémio de Tradução), 1976 (Algumas das Palavras: antologia de poesia de Paul Éluard)
- Prémio P.E.N. Clube Português de Poesia, 1980 (O incêndio dos aspectos)[4]
- Prémio Nicola de Poesia, 1986 (Volante verde)
- Prémio Jacinto do Prado Coelho, do Centro Português da Associação Internacional de Críticos Literários, 1987 (Incisões oblíquas)[4]
- Prémio Pessoa, 1988[4]
- Grande Prémio de Poesia APE/CTT, 1989[4] (Acordes)
- Prémio da Bienal de Poesia de Liége, 1991[4]
- Prémio Jean Malrieu para o melhor livro de poesia traduzido em França, 1992[4]
- Prémio Municipal Eça de Queiroz, da Câmara Municipal de Lisboa (Prémio de Poesia), 1992 (As armas imprecisas)
- Grande Prémio Sophia de Mello Breyner Andresen (Prémio de Poesia), São João da Madeira, 2005 (O poeta na rua. Antologia portátil)

## Obras
- 1958 - O Grito Claro
- 1960 - Viagem Através duma Nebulosa
- 1961 - Voz Inicial
- 1961 - Sobre o Rosto da Terra
- 1962 - Poesia, Liberdade Livre
- 1963 - Ocupação do Espaço
- 1964 - Terrear
- 1966 - Estou Vivo e Escrevo Sol
- 1969 - A Construção do Corpo
- 1970 - Nos Seus Olhos de Silêncio
- 1972 - A Pedra Nua
- 1974 - Não Posso Adiar o Coração (vol.I, da Obra Poética)
- 1975 - Animal Olhar (vol.II, da Obra Poética)
- 1975 - Respirar a Sombra (vol.III, da Obra Poética)
- 1975 - Ciclo do Cavalo
- 1977 - Boca Incompleta
- 1977 - A Imagem
- 1977 - A Palavra e o Lugar
- 1978 - As Marcas no Deserto
- 1978 - A Nuvem Sobre a Página
- 1979 - Figurações
- 1979 - Círculo Aberto
- 1980 - O Incêndio dos Aspectos
- 1980 - Declives
- 1980 - Le Domaine Enchanté
- 1980 - Figura: Fragmentos
- 1980 - As Marcas do Deserto
- 1981 - O Centro na Distância
- 1982 - O Incerto Exacto
- 1983 - Quando o Inexorável
- 1983 - Gravitações
- 1984 - Dinâmica Subtil
- 1985 - Ficção
- 1985 - Mediadoras
- 1986 - Volante Verde
- 1986 - Vinte Poemas para Albano Martins
- 1986 - Clareiras
- 1987 - No Calcanhar do Vento
- 1988 - O Livro da Ignorância
- 1988 - O Deus Nu(lo)
- 1989 - Três Lições Materiais
- 1989 - Acordes
- 1989 - Duas Águas, Um Rio (colaboração com Casimiro de Brito)
- 1990 - O Não e o Sim
- 1990 - Facilidade do Ar
- 1990 -  Estrias
- 1991 - A Rosa Esquerda
- 1991 - Oásis Branco
- 1992 - Pólen- Silêncio
- 1992 - As Armas Imprecisas
- 1992 - Clamores
- 1992 - Dezassete Poemas
- 1993 - Lâmpadas Com Alguns Insectos
- 1994 - O Teu Rosto
- 1994 - O Navio da Matéria
- 1995 - Três
- 1996 - Delta
- 1996 - Figuras Solares
- 1997 - Nomes de Ninguém
- 1997 - À mesa do vento seguido de As espirais de Dioniso
- 1997 - Versões/Inversões
- 1998 - A imagem e o desejo
- 1998 - A imobilidade fulminante
- 1999 - Pátria soberana seguido de Nova ficção
- 2000 - O princípio da água
- 2001 - As palavras
- 2001 - Deambulações oblíquas
- 2001 - O deus da incerta ignorância seguido de Incertezas ou evidências
- 2001 - O aprendiz secreto
- 2002 - Os volúveis diademas
- 2002 - O alvor do mundo. Diálogo poético, em colaboração
- 2002 - Cada árvore é um ser para ser em nós
- 2002 - O sol é todo o espaço
- 2003 - Os animais do sol e da sombra seguido de O corpo inicial
- 2003 - Meditações metapoéticas, em colaboração com Robert Bréchon
- 2003 - O que não pode ser dito
- 2004 - Relâmpago do nada
- 2005 - Bichos, em colaboração com Isabel Aguiar Barcelos
- 2005 - Génese seguido de Constelações
- 2006 - Vasos Comunicantes, Diálogo Poético com Gisela Ramos Rosa
- 2007 - Horizonte a Ocidente
- 2007 - Rosa Intacta
- 2011 - Prosas seguidas de diálogos (única obra em prosa)
- 2013 - Numa folha, leve e livre

Em Espanhol - La herida intacta / A intacta ferida. Ediciones Sequitur, Madrid, 2009

## Revistas em que colaborou
- 1952 -1954 - Árvore[5]
- 1956 - Cassiopeia[5]
- 1958 -1960 - Cadernos do Meio-dia[5]
- 1964 - Poesia Experimental, Cadernos de Hoje (Ver: Poesia Experimental Portuguesa)
- Esprit
- Europa Letteraria
- Colóquio-Letras
- Ler
- O Tempo e o Modo
- Raiz & Utopia
- Seara Nova
- Silex
- Revista Vértice

## Jornais em que colaborou
- A Capital
- Artes & Letras
- Comércio do Porto
- Diário de Lisboa
- Diário de Notícias
- Diário Popular
- O Tempo